# Manuel Mejía Vallejo
Manuel Mejía Vallejo (Jericó, Antioquia, Colòmbia, 23 d'abril de 1923 - El Retiro, Antioquia, Colòmbia, 23 de juliol de 1998) fou un escriptor i periodista colombià.

## Biografia
A l'edat de 22 anys ja havia escrit la seva primera novel·la, titulada La tierra éramos nosotros. La seva mare la va lliurar a José Manuel Mora Vásquez, del grup literari colombià Los Panidas, coordinat per León de Greiff, sense que el seu fill ho sabés. La lectura d'aquesta novel·la va causar una gran impressió entre el grup intel·lectual i va ser així com es va publicar, el 1945.
El 1944 va ingressar a l'Institut de Belles Arts de Medellín per estudiar escultura i dibuix, però no va continuar, ja que es va convèncer que la seva vocació era la d'escriptor. Durant molts anys, va ser professor de literatura a la Universitat Nacional de Colòmbia, a Medellín. Va col·laborar al diari El Sol i va ser cofundador de grup La Tertulia. Va ser director de la Impremta Departamental d'Antioquia i des de 1978 fins a 1994 va dirigir el taller d'escriptors de la Biblioteca Pública Piloto de Medellín.

## Obra literària
L'obra de Mejía Vallejo representa el corrent andí de la narrativa colombiana contemporània, caracteritzada per un món de símbols que van perdent-se en el record de la muntanya. Així mateix, representa un llegat personalment assimilat i refigurat de trets de la rica tradició oral antioquenya. Els temes recurrents de la seva obra són la hisenda, el llogaret i els espais suburbans; la sorpresa davant el desarrelament de l'home provincià; les contradiccions de la ciutat que propicien un cosmos de deliris col·lectius i de la solitud.

### Novel·les
- La tierra éramos nosotros (1945)
- Al pie de la ciudad (1958)
- El día señalado (1964)
- Aire de tango (1973)
- Las muertes ajenas (1979)
- Tarde de verano (1980)
- Y el mundo sigue andando (1984)
- La sombra de tu paso (1987)
- La casa de las dos palmas (1988)
- Los abuelos de la cara blanca (1991)
- Los invocados (1997)

### Poesia
- Prácticas para el olvido: coplas (1977)
- El viento lo dijo: décimas (1981)
- Memoria del olvido (1990)

### No-ficció
- El hombre que parecía un fantasma (1984)
- Hojas de papel (1985)
- Colombia campesina (1989)
- La muerte de Pedro Canales (1993)

## Premis
- 1963: Premi Nadal de novel·la per El día señalado[5]
- 1989: Premi Rómulo Gallegos per La casa de las dos palmas[6]